# Must Be... Love
Must Be... Love é um filme filipino do gênero comédia romântica, dirigido por Dado Lumibao. Estrelado por Kathryn Bernardo e Daniel Padilla, foi produzido e distribuído pela Star Cinema.
O filme conta a história dos amigos Princess Patricia "Patchot" Espinosa e Ivan Lacson. Ainda criança, Patchot é abandonada pela mãe e é nessa época que ela conhece Ivan. Desde então, eles se tornam grandes amigos. Sempre inseparáveis, Ivan e Patchot aproveitam seu tempo jogando basquete e saindo com os amigos. Durante uma partida de basquete com os amigos, Patchot vê Ivan com outros olhos e, inesperadamente, se declara para ele. A moça se sente super mal ao ser ridicularizada pelos amigos e desmente o acontecido dizendo ter sido efeito da pancada que levou na cabeça quando levou uma bolada.
Desfeito o mal entendido, os sentimentos de Patchot voltam a ser confrontados um ano depois, quando sua prima Angel Gomez vai passar alguns dias na sua casa. Sendo o seu total oposto, Angel é uma moça bonita e super feminina, o que facilmente atrai a atenção dos rapazes. Tão rápido quanto poderia imaginar, Ivan se interessa por Angel e Patchot com medo de ferir a prima e acreditando não ter nenhuma chance com o amigo, decide não interferir na relação dos dois. Mas apesar de todos os esforços para fingir estar tudo bem, Ivan começa a se interessar por Patchot quando ela aceita ser modelo de tia Baby, para participar do concurso de penteados da cidade. Entretanto, para conseguir participar do concurso, Patchot terá que convencer seu pai a aceitar isso, pois ele odeia todo e qualquer concurso de beleza, após ter sido abandonado pela esposa, que trocou a família para ser modelo.

## Elenco

### Elenco principal
- Kathryn Bernardo como Princess Patricia "Patchot" Espinosa
- Daniel Padilla como Ivan Lacson

### Elenco de apoio
- Liza Soberano como Angel Gomez
- John Estrada como King Espinosa
- John Lapus como Tita Baby
- Cacai Bautista como Dolly
- Janus Del Prado como Gordo
- Paul Salas como amigo de Ivan
- Sharlene San Pedro como Lavinia
- K Brosas
- Ramon Christopher Gutierrez como Tito Con
- Arlene Muhlach como Gwen Martinez
- Kit Thompson como amigo de Ivan
- Alan Paule como Mang Badong
- Miguel Morales
- Cris Gabriel Queg